# Jaroslav I. Smiřický ze Smiřic
Jaroslav I. Smiřický ze Smiřic (1513 – 18. listopadu 1597 Malá Strana, Praha) byl český šlechtic a zakladatel kostelecké linie Smiřických ze Smiřic, jednoho z nejbohatších českých rodů. Působil jako diplomat a zastával i vysoké dvorské úřady Českého království za vlády tří panovníků. Ve středních Čechách vytvořil rozsáhlou rodovou doménu.

## Původ a život
Narodil se jako syn Zikmunda I. Smiřického (1468–1548) a jeho druhé manželky Kunhuty z Fictumu (asi 1490 – asi 1540). Jeho mladší bratr Albrecht (1528–1566) založil náchodskou linii a nejmladší Jindřich (1535–1569) hruboskalskou.
Kariéru zahájil na dvoře českého krále Ferdinanda I. (vládl 1526–1564), kterého v roce 1540 doprovázel jako číšník do Habsburského Nizozemí (Gentu). V roce 1543 zase tvořil doprovod královy dcery Alžběty do Polska, kde se stala manželkou pozdějšího polského krále Zikmunda II. Augusta Jagellonského (vládl 1548–1572). Během Šmalkaldské války stál věrně na katolické straně a zúčastnil se i rozhodující bitvy u Mühlbergu 24. dubna 1547. O rok později doprovázel arcivévodu Maxmiliána do Španělska, který cestoval za svou sestřenicí a nevěstou Marií. Protože však tehdy zemřel jeho otec, vrátil se na konci září 1548 z Valladolidu do Čech. Ovšem v letech 1551–1552 se zúčastnil prestižní výpravy české šlechty, která tvořila doprovod Maxmiliána a jeho manželky z Janova do Vídně. Byl tedy mezi 53 šťastnými pány a rytíři, kteří mohli cestou poznat renesanční architekturu a ideje humanismu. Na italském území se zdržel déle, neboť jeho a Vratislava z Pernštejna Maxmilián pověřil diplomatickou misí k papeži Juliu III (papežem 1550–1555). V roce 1553 doprovázel do Polska další dceru Ferdinanda I. Kateřinu, která se stala třetí manželkou Zikmunda II. Augusta. V roce 1554 byl i s celým svým rodem povýšen císařem Karlem V. na říšského barona. Stýkal se také s českým místodržitelem arcivévodou Ferdinandem Tyrolským, navštívil ho i na jeho zámku Ambras u Innsbrucku.
Patřil ke šlechticům, kteří v roce 1575 prosazovali Českou konfesi.
Zastával dvorské úřady. V letech 1571–1586 byl dvorským maršálkem (maršálkem královského dvora) Českého království. Z titulu tohoto úřadu nesl při pohřbu krále Maxmiliána II. ve smutečním průvodu před rakví korunovační meč. Od roku 1587 až do své smrti byl dvorským hofmistrem (hofmistrem královského dvora).
Zemřel 18. listopadu 1597 v paláci Smiřických na Malostranském náměstí v Praze ve věku 84 let a byl pohřben pod kněžištěm zámecké kaple svatého Vojtěcha v Kostelci nad Černými lesy. Po roce 1988[zdroj?] byla jeho rakev restaurována a umístěna v sakristii.

## Majetek
Jaroslavovi Smiřickému se podařilo vytvořit velkou ucelenou majetkovou doménu na východ od Prahy. V roce 1548 zdědil po otci škvorecké panství s nově upraveným reprezativním renesančním zámkem. Někdy před rokem 1560 však přešel na bratra Albrechta. Květnice s tvrzí byla součástí škvoreckého panství do roku 1558, kdy byla prodána bratrům Matyášovi a Burianovi Pechancům z Kralovic a připojena ke Křenici, avšak v roce 1575 byla koupena od královské komory zpět a definitivně připojena ke Škvorci.

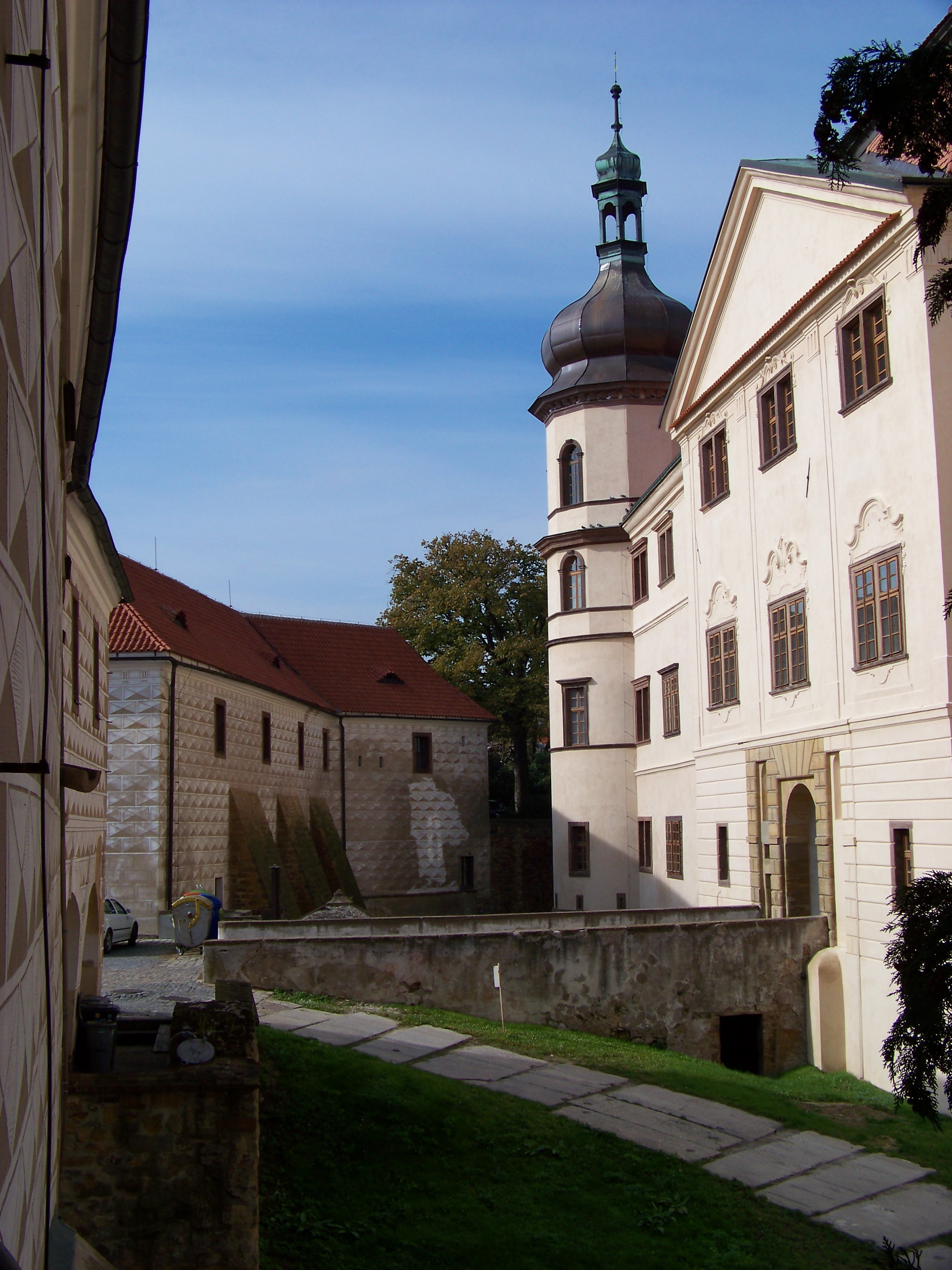
Zámek v Kosteleci nad Černými lesy

V roce 1558 koupil od královské komory výnosné panství Kostelec nad Černými lesy (do roku 1920 zvané Černý Kostelec) za 30 tisíc kop grošů českých. Zámek, který se stal jeho hlavním venkovským sídlem, nechal renesančně přestavět. Nad první bránou je vytesaný alianční erb Jaroslava Smiřického a jeho ženy. Pod kaplí dal zřídit rodinnou hrobku. K panství patřil také Mukařov, Srbín a Žernovka. V roce 1572 zakoupil zadlužené panství Říčany s městečkem, rozbořeným a pustým zámkem, pivovarem, poplužním dvorem, pustými vesnicemi Nesvačily a Předčicemi a pustým dvorem Lehovicemi za 9 500 kop od Jetřicha Ostrovec z Kralovic, kterému prodej přikázal český zemský soud, a připojil je ke kosteleckému panství.
V roce 1579 přikoupil od Ferdinanda Eusebia Renšpergara z Renšperka a Držkovic Uhříněves za 28 tisíc kop, jehož otec Hanuš ji získal koupí v roce 1550. Centrem správy uhříněveského panství se stal patrový obdélníkový zámek s křížovými a valenými klenbami v přízemí, který byl v roce 1591 postaven u bývalé komendy johanitů. K uhříněveskému panství připojil i tvrz, poplužní dvůr a ves Pitkovice, které koupil v roce 1589 od Václava Strnada z Tryskovic. V roce 1589 koupil od Viléma staršího Malovce Koloděje. Ve stejném roce mu postoupili Václav Homut z Harasova a jeho manželka Eva Malovcová z Malovic tvrz, poplužní dvůr a ves Sibřinu.
V roce 1579 koupil Tuchoraz za 10 tisíc kop. Dále vlastnil Jiřice, Stříbrnou Skalici, Kostelní Střimelice, Jevany, Černé Voděrady a část vesnice Pečky.
Dne 17. června 1594 sepsal závěť, ve které zformuloval svěřenectví. Protože neměl syny, kteří se dožili dospělého věku, majetek zdědil jeho synovec Zikmund II. Smiřický ze Smiřic z hruboskalské větve rodu. Ves Koloděje se zámkem a Hájek odkázal své manželce Kateřině, která se na Kolodějský zámek v roce 1599 nastěhovala. Po její smrti v roce 1604 byly opět připojeny k uhříněveskému a černokosteleckému panství.

## Vyobrazení
V zámecké kapli sv. Vojtěcha v Kostelci nad Černými lesy je křídlový oltář, na kterém je vlevo vyobrazen Jaroslav v černozlaté zbroji se svými dvěma syny a vpravo jeho choť Kateřina s dvěma dcerami.

## Rodina
Oženil se 20. října 1555 na zámku Budyně nad Ohří s Kateřinou Zajícovou z Házmburka († 6. května 1604, pohřbena v Kostelci nad Černými lesy). Narodili se jim dva synové a dvě dcery:
- 1. Alžběta († 19. 2. 1569, pohřbena v kostele svatého Šimona a Judy ve Viticích)
- 2. Vojtěch († 14. 2. 1568, pohřben ve kostele svatého Šimona a Judy ve Viticích)
- 3. syn († mlád po roce 1570, pohřben v Kostelci nad Černými lesy)
- 4. dcera (* 31. 3. 1572;[zdroj?] † mladá, pohřbena v Kostelci nad Černými lesy)

Děti se nedožily dospělého věku, a tak kostelecká větev rodu v roce 1597 vymřela.